# Arena (film 1953)
Arena – amerykański western z 1953 roku. Pierwszy western pokazywany w 3D.

## Fabuła
Hob Danvers uwielbia rodeo. Przybywa do Arizony, gdzie mieszka z dziewczyną Sylvią. Dwa lata temu odeszła od niego żona, Ruth. Teraz pojawia się znowu i prosi go o rozwód. Ten jednak chce ją odzyskać...

## Obsada
- Gig Young − Hob Danvers
- Jean Hagen − Meg Hutchins
- Polly Bergen − Ruth Danvers
- Harry Morgan − Lew Hutchins
- Barbara Lawrence − Sylvia Lorgan
- Robert Horton − Jackie Roach
- Lee Aaker − Teddy Hutchins
- Lee Van Cleef − Smitty
- Marilee Phelps − żona Smitty’ego
- Jim Hayward − Cal Jamison
- George Wallace − Buster Cole
- Stuart Randall − Eddie Elstead
- Morris Ankrum − Bucky Hillberry